# Vučedoli kultúra

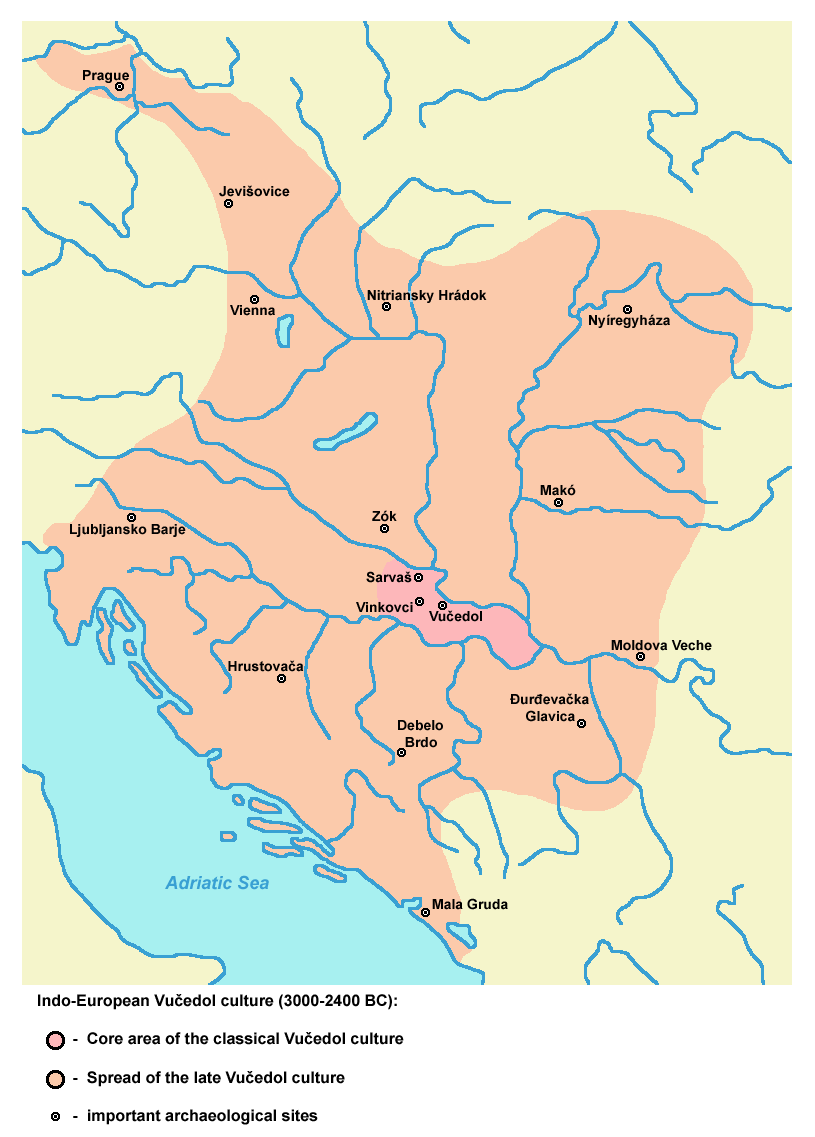
A vučedol kultúra földrajzi elhelyezkedése

A vučedoli kultúra indoeurópai régészeti kultúra volt i. e. 3000–2200 között (a rézkorszakban), de vannak kutatók, akik inkább a korai bronzkorszakhoz sorolják. Központja a Szerémségben és a Dráva–Száva közének keleti felén, a Duna jobb partján volt, de lehetséges kiterjedése a magyar Alföldre és a Nyugat-Balkánra is. Néha Vučedol-civilizációnak is nevezik, egyidős volt mezopotámiai sumer civilizációval, illetve az egyiptomi Óbirodalommal és az első átmeneti korszakkal.

## Elterjedése
A Baden kultúrát követően az indoeurópaiak újabb hulláma érkezett a Duna vidékére. Az egyik legnagyobb elfoglalt település a mai Vučedol (farkasok völgye) volt. Vučedol 6 km-re fekszik a horvátországi Vukovár központjától. Némelyek szerint az indoeurópaiaknak ettől a hullámától származtak a proto-illírek. Más vélemények szerint ők lehetnek a mükénei görögök elődei. 
A korai fázisban a kultúra a hegyek közelében helyezkedett el, ahol a rézlelőhelyek voltak, mivel fő technikai újításuk az arzéntartalmú rézből készült eszközök sorozatgyártása volt, kétrészes öntőmintákkal. A Vučedol kultúra központja ma Horvátországhoz tartozik. Becslések szerint a lelőhely 3000 lakosnak adott otthont.

## Kulturális fázisok
A Vučedol kultúra két korábbi rézkori kultúrából fejlődött ki: a badeni kultúrából amely főleg a magyar Alföldre terjedt ki, illetve az észak-szerbiai és nyugat-romániai kosztoláci kultúrából, így az első régiója a vučedoli kultúra fejlődésének Kelet-Horvátország és a Szeremség. A régészeti rétegtan alapján a vučedoli kultúra négy fázisra osztható:
1. Preklasszikus időszak A
2. Korai klasszikus időszak B1
3. Klasszikus időszak B2
4. A regionális típusok elterjedésének időszaka
  1. Kelet-horvátországi (szlavóniai-szerémségi) típus
  2. Nyugat-boszniai (Hrustovac) típus
  3. Dél-boszniai (Debelo Brdo) típus
  4. Észak-szerbiai (Đurđevačka Glavica) típus
  5. Nyugat-horvátországi-szlovéniai-Slovenian (Ljubljansko Barje) típus
  6. Dunántúli (pannoniai) típus
  7. Kelet-ausztriai-cseh típus